# Gerda Neumann
Gerda Neumann (14 de diciembre de 1915 – 26 de enero de 1947) fue una actriz y cantante de nacionalidad danesa. 

## Biografía
Nacida en Copenhague, Dinamarca, era hija del director de orquesta Holger Prehn y de la actriz Astrid Neumann. Inició su carrera como cantante junto a su hermano menor, Ulrik Neumann, en 1933. Junto a su esposo Jens Dennow actuó fuera de Dinamarca, adquiriendo el matrimonio reconocimiento internacional.
Gerda Neumann falleció en 1947 en un accidente aéreo ocurrido en el Aeropuerto de Copenhague-Kastrup, en el cual también murieron su sobrino Ulrik Neumann, de tres años, Grace Moore y Gustavo Adolfo de Suecia. Fue enterrada en el Cementerio Bispebjerg de Copenhague.

## Filmografía (selección)
- 1935 : Sol over Danmark
- 1940 : En ganske almindelig pige
- 1942 : Frøken Vildkat
- 1943 : Op med humøret
- 1945 : Mens sagføreren sover
- 1947 : Når katten er ude